# Johan Teyler

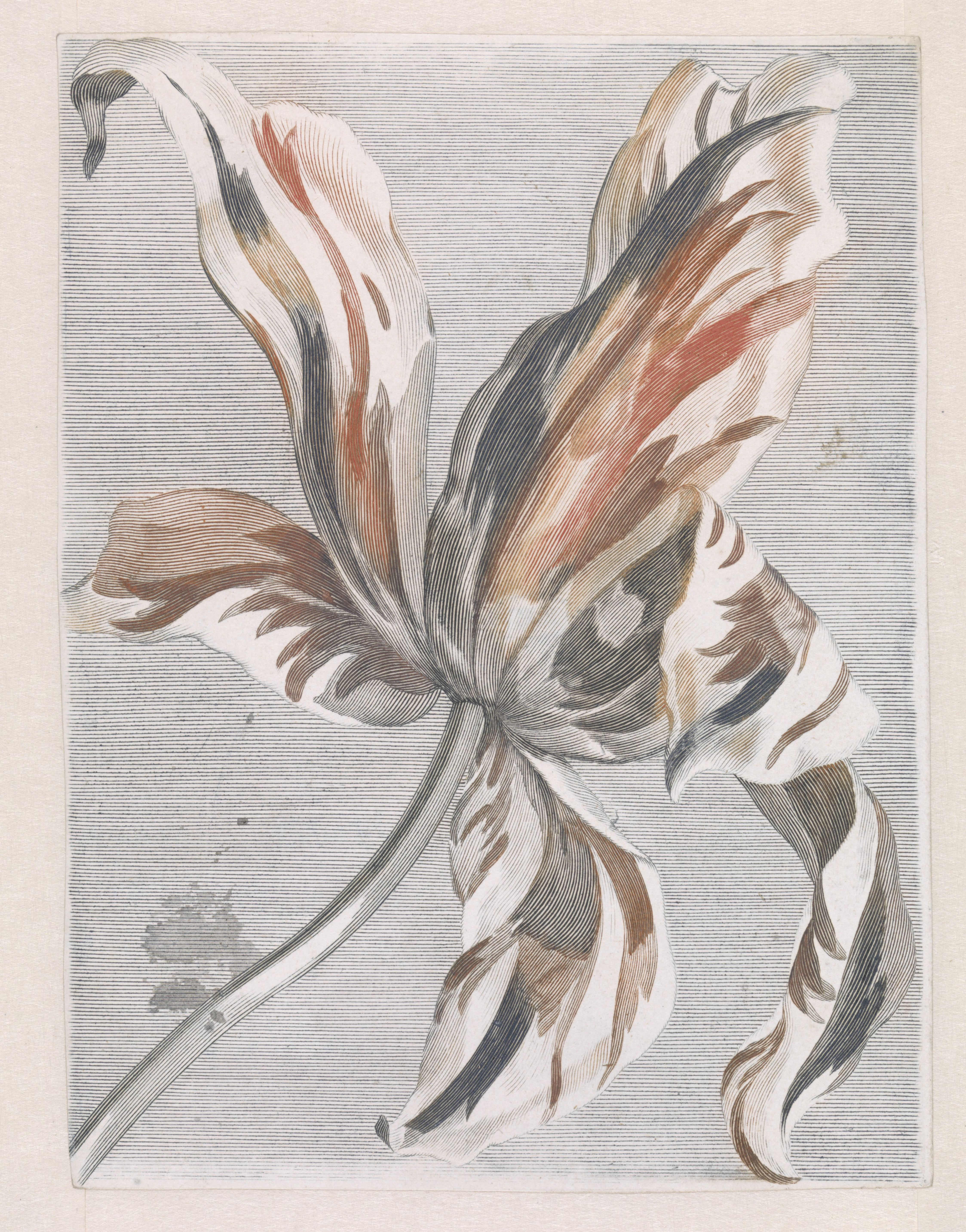
Grafika wykonana techniką à la poupée w trzech kolorach, tulipan, ok. 1690 r., warsztat Teylera.

Johannes lub Johan Teyler (23 maja 1648 w Nijmegen, zm. ok. 1709) – holenderski malarz, rytownik, nauczyciel matematyki. Propagator techniki druku barwnego, znanej obecnie jako à la poupée.

## Biografia
Urodzony w Nijmegen. Syn Williama Taylora, angielskiego lub szkockiego najemnika, który zmienił nazwisko na Teyler. Johan studiował łacinę w szkole łacińskiej w Nijmegen i matematykę na Uniwersytecie w Nijmegen (Kwartierlijke Academie), gdzie napisał rozprawę na rzecz Kartezjusza. Po śmierci ojca studiował w Lejdzie, a w 1670 roku objął stanowisko profesora matematyki i filozofii w Nijmegen. Był szanowanym profesorem, ale nie awansowano go ze względu na jego kartezjańskie idee. Za pośrednictwem przyjaciela Gottfrieda Leibniza próbował uzyskać posadę profesora w Wolfenbüttel, ale zrezygnował po rozmowach z Christiaanem Huygensem. Resztę swojej kariery spędził poza środowiskiem akademickim. W 1676 roku został inżynierem fortyfikacji (Vestingbouwkundige) na zlecenie elektora Fryderyka Wilhelma I podczas wojny duńsko-szwedzkiej. W 1678 roku został nauczycielem synów elektora.

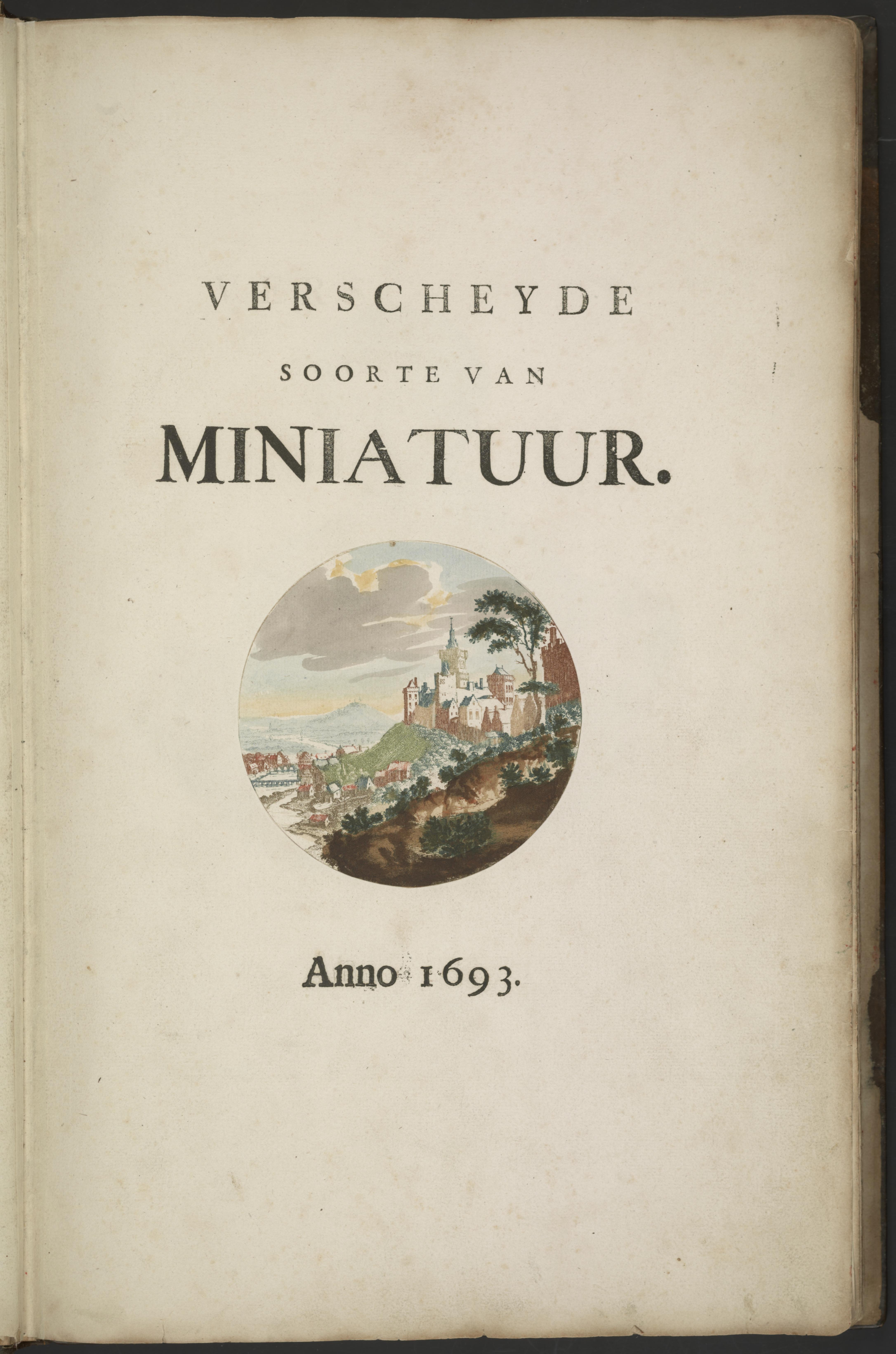
Strona tytułowa Verscheyde soorte van miniatuur z kolekcji Rosenwalda, 1693, Biblioteka Kongresu.

Tego samego roku został zwolniony i wrócił do Nijmegen, aby odebrać zaległe wynagrodzenie. Za dodatkowe fundusze odbył podróż do Włoch, Egiptu, Ziemi Świętej i na Maltę, a później wysłał swój dziennik elektorowi. W 1688 roku, napisał popularną książkę o fortyfikacjach Architectura militaris (wydaną w Rotterdam, 1688), w tym samym roku otrzymał patent na proces druku kolorowego, który polegał na jednoczesnym stosowaniu różnych kolorów tuszu podczas drukowania płyt. W 1695 roku posiadał warsztat drukarski w Rijswijk, w którym drukował grafiki o tematyce wojskowej. W 1697 roku warsztat sprzedał i odbył kolejną podróż do Berlina.
Według Houbrakena Teyler był przyjacielem Jacoba de Heuscha i członkiem bractwa Bentvueghels o pseudonimie Speculatie i podróżował z De Heuschem do Berlina w 1698 roku. Znali się z czasów pobytu w Rzymie, kiedy to należeli do Bentvueghel, gdzie Teyler spotykał się również ze swoim byłym uczniem matematyki z Nijmegen, Janem van Callem.
Według Niderlandzkiego Instytutu Historii Sztuki, gdzie jest wpisany jako malarz, powrócił z Włoch w 1683 roku i pozostał w Nijmegen, z wyjątkiem podróży do Berlina.
Rijksmuseum jest w posiadaniu kilkuset rycin à la poupée, co pozwala dostrzec nieuniknione w tej technice różnice.